# 上前智祐
上前 智祐（うえまえ ちゆう、1920年（大正9年）7月31日 - 2018年（平成30年）4月16日）は、京都府中郡奥大野村（現・京丹後市大宮町奥大野）出身の画家。独学で洋画を学んだ後に吉原治良に師事し、具体美術協会の結成に参加した。

## 経歴
1920年（大正9年）7月31日、京都府中郡奥大野村（現・京丹後市大宮町奥大野）1459番地に生まれた。父は上前由蔵、母は永濱里ん。1歳だった1921年には父の由蔵が死去した。1927年（昭和2年）3月の北丹後地震では家屋が倒壊し、下敷きになりそうなところを巫女に助けられた。同年には奥大野村倉垣尋常小学校に入学した。1932年（昭和7年）には舞鶴市の中村京染洗張り悉皆店に丁稚奉公に出たが、ここで経験した縫い作業がその後の創作活動の原点となった。1939年（昭和14年）には鶴井組の黒木政男の部屋に入り、絵画から離れて生活が荒れた。1940年（昭和15年）には上京し、月島の吾妻製鉄所の下請け業者の家に同居したが、同年4月には帰郷して舞鶴海軍工廠経理部に就職した。この頃には通信教育で絵画を学び、美術雑誌を購読したり古本を読むなどしている。
1942年（昭和17年）には木村荘八の『美術講座』を読んで洋画に転向し、舞鶴市で鶴美会の結成に参加した。1944年（昭和19年）6月1日には教育召集を受けて中部37部隊に応召され、同年12月1日には八丈島で陸軍一等兵となった。八丈島で1945年（昭和20年）8月15日の終戦を迎え、復員して舞鶴に戻った。1947年（昭和22年）からは黒田重太郎に師事し、同年には二紀会第1回展で初入選している。1949年（昭和24年）には神戸市の川崎造船所に入社し、同年には小谷徳枝と結婚した。以後はクレーンマンとして、川崎重工業と神戸製鋼所の工場で60歳まで勤めた。1951年（昭和26年）には長男の智明が生まれ、1953年（昭和28年）には長女の智里が生まれ、1958年（昭和33年）には次男の祐二が生まれている。
1953年（昭和28年）11月9日には吉原治良と出会い、自作を吉原邸に持参するなどして批評を受けた。同年には西舞鶴図書館においてクレパス画とデッサンによる個展を開催した。1954年（昭和29年）8月頃には具体美術協会の結成に参加した。1960年（昭和35年）には神戸市垂水区舞子坂に自宅を新築し、川崎重工業の家族寮から転居した。1972年（昭和47年）3月10日には吉原が死去し、3月31日には具体美術協会も解散した。また、モダンアート協会にも1970年（昭和45年）まで在籍した。

## 作風
初期の人物画や風景画の作品も数点あるが、具体美術協会の結成以後には一貫して非具象（抽象）を追求した作品を制作し続けた。平面のみならず立体的な作品もあり、布や糸を使った作品もある。技法としてはシルクスクリーンや銅版画などの作品もある。

## 受賞・受章
- 1999年（平成11年） - ブルーメール賞
- 1999年（平成11年） - 紺綬褒章
- 1999年（平成11年） - 兵庫県文化賞
- 2014年（平成26年） - 井植文化賞
- 2015年（平成27年） - 神戸市文化賞

## 主な展覧会
- 1958年（昭和33年） - 「新しい絵画世界展 アンフォルメルと具体」
- 1964年（昭和39年） - 「現代美術の動向 絵画と彫刻展」（国立近代美術館京都分館）
- 1985年（昭和60年） - 「絵画の嵐・1950年代 アンフォルメル・具体美術・コブラ」（国立国際美術館）
- 1986年（昭和61年） - 「スペイン・ユーゴスラビア帰国記念展・具体 行為と絵画」（兵庫県立近代美術館）
- 1990年（平成02年） - 「前衛の日本 1950年代の具体グループ」（イタリア・ローマ国立近代美術館（英語版））
- 1991年（平成03年） - 「絵画の冒険者たち『具体』展」（福岡市美術館）
- 1999年（平成11年） - 「集合と綢密のコスモロジー・上前智祐展」（大阪府立現代美術センター）
- 1999年（平成11年） - 「具体パリ凱旋帰郷展・上前智祐舞鶴展」（舞鶴市政記念館）
- 2001年（平成13年） - 「上前智祐80歳作品の不思議展」（伊丹市立工芸センター）
- 2005年（平成17年） - 「上前智祐と具体美術協会展」（福岡市美術館）[6]
- 2008年（平成20年） - 「点と面の詩情 上前智祐・山中嘉一・坪田政彦展」（和歌山県立近代美術館）
- 2012年（平成24年） - 「軽井沢の風展 日本の現代アート1950 現在」（軽井沢ニューアートミュージアム）
- 2012年（平成24年） - 「『具体』 ニッポンの前衛18年の軌跡」（国立新美術館）
- 2012年（平成24年） - 「Painting the Void（虚空・終焉を描く） 1949-1962」（ロサンゼルス現代美術館）
- 2012年（平成24年） - 「卒寿を超えて 『上前智祐の自画道』」（BBプラザ美術館）[3]
- 2013年（平成25年） - 「GUTAI: Splendid Playground」展開催（グッゲンハイム美術館）
- 2013年（平成25年） - 個展「アーモリーショー」（アメリカ合衆国ニューヨーク、ピア92/94）[7]
- 2014年（平成26年） - 「上前智祐展 時を刻む 点描・マッチ・縫い・版画」（大阪府立江之子島文化芸術創造センター）[8]
- 2014年（平成26年） - 「丹後の前衛 小牧源太郎・上前智祐遺作展」（大宮ふれあい工房）